# Morti nel 1991/Giugno
| Questa pagina contiene informazioni ricavate automaticamente dalle voci biografiche con l'ausilio del template Bio e di un bot. L'aggiornamento è periodico e automatico e ricostruisce completamente la pagina. Se manca una persona in questa lista, sei pregato di non aggiungerla, ma accertati piuttosto che la sua voce biografica contenga il template Bio e che i dati anagrafici siano correttamente compilati. Se il template Bio manca, inseriscilo tu stesso o, in alternativa, metti l'avviso {{tmp\|Bio}} che ne segnala la mancanza. Se i dati riportati sono sbagliati, correggi direttamente la voce biografica; le modifiche saranno visibili in questa lista entro pochi giorni. Per chiarimenti vedi il progetto biografie. La lista contiene solo le 91 persone che sono citate nell'enciclopedia e per le quali è stato implementato correttamente il template Bio. Pagina aggiornata al 3 mar 2024. |

- 1º giugno - David Ruffin, cantante e musicista statunitense (n. 1941)
- 2 giugno - Per Frøistad, calciatore norvegese (n. 1911)
- 3 giugno - Vince Colletta, fumettista statunitense (n. 1923)
- 3 giugno - Raffaele Costantino, calciatore e allenatore di calcio italiano (n. 1907)
- 3 giugno - Maurice Krafft, vulcanologo francese (n. 1946)
- 3 giugno - Katia Krafft, vulcanologa francese (n. 1942)
- 3 giugno - Eva Le Gallienne, regista, attrice e produttrice cinematografica statunitense (n. 1899)
- 3 giugno - István Magda, calciatore ungherese (n. 1911)
- 3 giugno - Andy Milligan, regista e produttore cinematografico statunitense (n. 1929)
- 4 giugno - Martha Del Vecchio, pianista italiana (n. 1906)
- 5 giugno - Frederik Belinfante, fisico e docente olandese (n. 1913)
- 5 giugno - Carl-Erik Holmberg, calciatore svedese (n. 1906)
- 5 giugno - Barry Kelley, attore statunitense (n. 1908)
- 5 giugno - Larry Kert, attore, cantante e ballerino statunitense (n. 1930)
- 5 giugno - Min Chueh Chang, biologo cinese (n. 1908)
- 5 giugno - Arthur Trudeau, generale statunitense (n. 1902)
- 6 giugno - Antoine Blondin, scrittore francese (n. 1922)
- 6 giugno - Gianni De Luca, fumettista, illustratore e pittore italiano (n. 1927)
- 6 giugno - Stan Getz, sassofonista statunitense (n. 1927)
- 7 giugno - Aldo Mairano, imprenditore e dirigente sportivo italiano (n. 1898)
- 7 giugno - Sid McMeekan, cestista britannico (n. 1925)
- 7 giugno - Ercole Ottaviano, genetista italiano (n. 1937)
- 8 giugno - Claudio Arrau, pianista cileno (n. 1903)
- 8 giugno - Heidi Brühl, cantante e attrice tedesca (n. 1942)
- 8 giugno - Maurice Huet, schermidore francese (n. 1918)
- 8 giugno - Libero Mancone, criminale italiano (n. 1949)
- 8 giugno - Wilhelm Szewczyk, scrittore, poeta e traduttore polacco (n. 1916)
- 9 giugno - Howard Hobson, cestista, giocatore di baseball e allenatore di pallacanestro statunitense (n. 1903)
- 9 giugno - Raj Khosla, regista, sceneggiatore e produttore cinematografico indiano (n. 1925)
- 10 giugno - Vercors, scrittore e illustratore francese (n. 1902)
- 10 giugno - Ambrogio Donini, politico e storico italiano (n. 1903)
- 10 giugno - Jack Purcell, giocatore di badminton canadese (n. 1903)
- 12 giugno - Alexander Baring, VI barone Ashburton, politico inglese (n. 1898)
- 12 giugno - Giovanni Battista Cesana, missionario e vescovo cattolico italiano (n. 1899)
- 13 giugno - Ubaldesco Baldi, tiratore a volo italiano (n. 1944)
- 13 giugno - Gearóid Ó Cuinneagáin, politico irlandese (n. 1910)
- 13 giugno - Bertha Teague, allenatrice di pallacanestro statunitense (n. 1898)
- 14 giugno - Peggy Ashcroft, attrice britannica (n. 1907)
- 14 giugno - Stefano Canzio, giornalista e regista italiano (n. 1915)
- 14 giugno - Bernard Miles, attore britannico (n. 1907)
- 14 giugno - John Pilch, cestista statunitense (n. 1925)
- 14 giugno - Frank Valentino, baritono statunitense (n. 1907)
- 15 giugno - Happy Chandler, politico e dirigente sportivo statunitense (n. 1898)
- 15 giugno - Chris Fuhrman, scrittore statunitense (n. 1960)
- 15 giugno - W. Arthur Lewis, economista e docente santaluciano (n. 1915)
- 15 giugno - Tonino Micheluzzi, attore e drammaturgo italiano (n. 1923)
- 15 giugno - Sesto Prete, filologo e paleografo italiano (n. 1919)
- 15 giugno - Pietro Rossano, vescovo cattolico e teologo italiano (n. 1923)
- 15 giugno - Les Selvage, cestista statunitense (n. 1943)
- 15 giugno - Yehoshua Shneur Zalman Serebryanski, rabbino, mistico e educatore bielorusso (n. 1904)
- 15 giugno - Giovanni Sodano, politico italiano (n. 1901)
- 16 giugno - Luigi Casalino, calciatore italiano (n. 1911)
- 17 giugno - Guy Huguet, calciatore francese (n. 1923)
- 18 giugno - Joan Caulfield, attrice statunitense (n. 1922)
- 18 giugno - Leonida Frascarelli, ciclista su strada italiano (n. 1906)
- 18 giugno - Silvano Nebl, pittore, incisore e scultore italiano (n. 1934)
- 18 giugno - Gaspare Palmeri,  italiano (n. 1930)
- 18 giugno - Julijonas Steponavičius, arcivescovo cattolico lituano (n. 1911)
- 19 giugno - Jean Arthur, attrice statunitense (n. 1900)
- 19 giugno - Antonio del Amo, regista e sceneggiatore spagnolo (n. 1911)
- 20 giugno - Malcolm Frager, pianista statunitense (n. 1935)
- 21 giugno - Julio Gallardo, calciatore cileno (n. 1942)
- 21 giugno - Martin Rosenblatt, attore statunitense (n. 1917)
- 21 giugno - Toshihiro Shimamura, giocatore di go giapponese (n. 1912)
- 21 giugno - Sandro Stucchi, archeologo italiano (n. 1922)
- 22 giugno - Luigi Infantino, tenore italiano (n. 1921)
- 22 giugno - Romano Penzo, calciatore e allenatore di calcio italiano (n. 1920)
- 23 giugno - Cyril Aldred, egittologo britannico (n. 1914)
- 23 giugno - António Jacinto, poeta angolano (n. 1924)
- 23 giugno - Piero Lulli, attore italiano (n. 1923)
- 23 giugno - Lea Padovani, attrice italiana (n. 1923)
- 24 giugno - Czesław Białas, sollevatore polacco (n. 1931)
- 24 giugno - Giovanna Boccalini, docente, partigiana e sindacalista italiana (n. 1901)
- 24 giugno - Franz Hengsbach, cardinale e vescovo cattolico tedesco (n. 1910)
- 24 giugno - Nitty Gritty, cantautore giamaicano (n. 1958)
- 24 giugno - Sumner Locke Elliott, scrittore, commediografo e sceneggiatore australiano (n. 1917)
- 24 giugno - Rufino Tamayo, pittore e incisore messicano (n. 1899)
- 26 giugno - Domina Jalbert, inventore canadese (n. 1904)
- 27 giugno - Klaas Bruinsma, criminale olandese (n. 1953)
- 27 giugno - Vincenzo Busacchi, medico e storico italiano (n. 1907)
- 27 giugno - Klemens Großimlinghaus, ciclista su strada e pistard tedesco (n. 1941)
- 28 giugno - Arnold Kieffer, calciatore lussemburghese (n. 1910)
- 28 giugno - Hans Nüsslein, tennista e allenatore di tennis tedesco (n. 1910)
- 28 giugno - Nikolas Vogel, attore e giornalista tedesco (n. 1967)
- 28 giugno - Norbert Werner, giornalista austriaco
- 29 giugno - Henri Lefebvre, filosofo, sociologo e geografo francese (n. 1901)
- 29 giugno - Margaret Suckley, archivista statunitense (n. 1891)
- 30 giugno - Michail Erëmin, calciatore sovietico (n. 1968)
- 30 giugno - John B. Goodman, scenografo statunitense (n. 1901)
- 30 giugno - Tamara Khanum, ballerina, coreografa e attrice sovietica (n. 1906)
- 30 giugno - Hisao Tanaka, wrestler statunitense (n. 1921)